# Encephalartos dolomiticus
Encephalartos dolomiticus Lavranos & D.L.Goode, 1988 è una pianta appartenente alla famiglia delle Zamiaceae, diffusa nella Provincia del Limpopo, in Sudafrica.
Il suo epiteto specifico fa riferimento alla dolomia, una roccia costituita prevalentemente da carbonato di calcio e magnesio.

## Descrizione
È una pianta a portamento arborescente, con un fusto lungo fino a 2 m e con un diametro di 40 cm, alla cui base spesso crescono alcuni polloni.
Le foglie, disposte a corona all'apice del fusto, sono lunghe 60–80 cm e di colore bluastro e talvolta sono ritorte a spirale sul proprio asse. Le foglioline lanceolate, lunghe 12–17 cm, sono disposte sul rachide in modo opposto, con un angolo di 45º; i margini sono interi e quello inferiore può essere dotato di piccoli dentelli. Il picciolo è diritto e dotato di piccole spine.
È una specie dioica, con coni maschili ovoidali, di colore verde, lunghi 35–50 cm e larghi 10 cm. I coni femminili, della stessa forma, sono lunghi 30–45 cm e hanno un diametro di 18–25 cm. Su ciascuna pianta possono crescere fino a tre coni per volta. I macrosporofilli hanno una superficie tipicamente verrucosa.
I semi, lungi 30–35 mm, hanno una forma oblunga e sono ricoperti da un tegumento di colore giallo.

## Distribuzione e habitat
Questa specie cresce sui Monti dei Draghi, ad un'altitudine compresa tra 1 000 e 1 500 m s.l.m., nella parte sud-orientale della Provincia del Limpopo, in Sudafrica. Predilige gli spazi aperti e i terreni dolomitici.

## Conservazione
La IUCN Red List classifica E. dolomiticus come specie in pericolo critico di estinzione (Critically Endangered). La raccolta illegale ne ha minacciato pesantemente la sopravvivenza allo stato selvatico, tanto che nel 2004 ne rimanevano appena 151 esemplari.
La specie è inserita nella Appendice I della Convention on International Trade of Endangered Species (CITES)